# 创伤性脑损伤
創伤性脑损伤（traumatic brain injury，TBI）或颅内损伤（intracranial injury，ICI）、腦创傷，是头部受到钝力或锐器作用力后，出现脑组织损伤而导致脑结构或功能的改变併暂时性或永久性神经功能障碍。一般常同时有颅骨损伤，两者合称颅脑损伤（craniocerebral injury，CCI）。
造成创伤性脑损伤的原因包括跌倒、車禍和暴力。大腦受伤后的腦內各种狀況還有可能会导致大腦损伤更為嚴重。在世界范围内的儿童和青少年中，创伤性脑损伤是導致死亡和残疾的主要原因。男性遭受脑外伤的频率约为女性的两倍。用于诊断创伤性脑损伤的成像技术有X射线计算机断层成像（CT）和核磁共振成像（MRI）。创伤性脑损伤的预防措施包括繫好安全带、戴好头盔、不饮酒驾驶、老年人的防跌倒保護工作和儿童的安全保護措施。根据大腦受伤情况，治疗手段包括药物治療、紧急手术或數年后的手术等措施。康复手段包括物理治疗、言语治疗、休閒治療、職能治療等手段。

## 简介
TBI于日常生活比比皆然，常发生于失足跌倒、交通事故、暴力袭击、打架斗殴、体育锻炼等过程，每年影响四百万中国人，占近九成创伤相关死亡案例。女性遭受 TBI 概率虽仅有男性一半，一旦遭受症状则一般较重。
传统中医理论认为TBI导致邪气盛而正气衰，机体抗邪无力而恶化疾病。现代医学则认为TBI导致血管损伤、大脑缺氧使星形胶质（astrocytes）细胞增生，激活炎症反应导致更多细胞死亡而恶化疾病。TBI炎症过程基于非感染性细胞死亡，却触发机体免疫反应导致更多非感染性细胞死亡，是典型炎症失调过程。而不同于其它炎症反应过程，TBI发生于中枢神经系统，免疫反应受严格控制，其中神经胶质细胞（glial）负责先天免疫系统功能，而星形胶质细胞负责启动补体蛋白（complement protein）表达，小胶质细胞（microglia）充当抗原呈递细胞以应对各类病原体，具有中枢神经系统特色。

## 过程
TBI造成脑膜挤压、血管破坏引起细胞水肿坏死，神经细胞受损破裂，释放促炎细胞因子、ROS、ATP及游离核酸等，几分钟内便可激活周 围健康组织，小胶质细胞在刺激下首先移动至该部位隔离损伤，逐渐激活全脑免疫反应。数小时后损伤区域逐渐募集中性粒细胞，释放ROS、基质金属蛋白酶（matrix metalloproteinase，MMP）及促炎细胞因子，破坏血脑屏障（blood-brain barrier）后进入中枢神经系统诱导神经元细胞死亡以强化免疫。损伤数天后单核细胞仍继续募集并释放诸如白细胞介素-1（Interleukin 1，IL-1）、IL-6、TNF等细胞因子。TBI过程中，促炎细胞因子各尽所能以修复损伤组织，然而过度免疫却违背损伤修复初衷，损伤数周后若促炎细胞因子浓度过高，将损伤神经元，形成星形胶质细胞疤痕（astrocytic scar），抑制受损轴突再生并产生更多促炎细胞因子，引起二次损伤，甚至转变为慢性炎症。

## 模型
动物研究领域中不同实验基于不同目标采用不同损伤模型，以解决不同问题。TBI常用控制性皮质撞击损伤模型（controlled cortical impact，CCI），对麻醉动物开颅之后打击头部造成损伤，CCI模型在时间、速度及冲击深度等方面准确可控，但CCI除撞击损伤外，开颅手术作为“假手术组”也可能引起了大脑损伤，干扰实验结果。战争中的爆炸物及多管火箭等温压炸药（thermobaric explosives）杀人如麻，爆炸相关创伤性脑损伤（blast-related traumatic brain injury）研究重要性也与日俱增；战争区域外，和平地区TBI中十有八九都是闭合头部撞击所引起的轻度脑损伤（mild traumatic brain injury）。

## 治疗
TBI后二次创伤中，NF-κB信号通路作为炎症失调的病理生理学核心，控制转录包括TNF-α、IL-1β、IL-6等多种促炎细胞因子，因此抑制NF-κB通路激活可挽救免疫于失控边缘，因此，为应对炎症失调，糖皮质激素（glucocorticoids）、TNF-α抑制剂、IL-1抑制剂等炎症抑制疗法也应运而生。利用吡格列酮（pioglitazone）抑制NF-κB所介导IL-6表达，可改善TBI大鼠神经损伤与脑水肿状况。聚氨基酸阳离子纳米颗粒（cationic nanoparticles，cNP）对 TBI 所致 TNF-α、IL-6 等促炎细胞因子分泌抑制作用明显，可提高TBI小鼠 给药后学习、记忆能力并改善认知恢复。使用核酸衍生物与TLR9结合，干扰TLR9内体膜定位以阻碍其识别CpG，从而抑制TLR9信号通路激活，下调NF-κB核水平以降低促炎细胞因子表达，以此减轻脑梗死后星形胶质细胞 凋亡、激活及极化，减轻脑损伤以及神经炎症，提高造模小鼠运动及认知能力。